# Werelderfgoed in Peru
Het Werelderfgoed in Peru bestaat uit twaalf erfgoedlocaties. Peru ratificeerde de UNESCO Werelderfgoedconventie op 24 februari 1982. Een jaar later werd Peruaans erfgoed voor het eerst in de werelderfgoedlijst opgenomen tijdens de zevende zitting van het Werelderfgoedcomité die in 1983 plaatsvond in Florence, Italië. Tijdens deze sessie werden de Peruaanse erfgoedlocaties "Stad Cuzco" en "Historisch heiligdom Machu Picchu" toegevoegd aan de werelderfgoedlijst. De overige erfgoedlocaties volgden in 1985, 1986, 1987, 1988, 1990, 1994, 2000, 2009 en 2014.

## Werelderfgoed in Peru
Onderstaande tabel bevat de volgende informatie per erfgoed:
Naam: zoals ingeschreven door het Werelderfgoedcomité
Locatie: regio(s) waar het erfgoed zich bevindt en de coördinaten

UNESCO-data: type erfgoed, inschrijvingscriteria (i t/m vi zijn cultureel erfgoed, en vii t/m x zijn natuurerfgoed) en het referentienummer van het erfgoed
Opp.: oppervlakte in hectare
Jaar: jaar van inschrijving in de werelderfgoedlijst, indien van toepassing gevolgd door het jaar van uitbreiding van het erfgoed
Beschrijving: beknopte beschrijving van het erfgoed en de redenen voor classificatie als bedreigd werelderfgoed, indien van toepassing
■ * Transnationaal werelderfgoed
■ † Bedreigd werelderfgoed
| Naam                                    | Afbeelding                                    | Locatie (regio)                        | UNESCO-data                       | Opp. (ha) | Jaar       | Beschrijving | Bron          |
| --------------------------------------- | --------------------------------------------- | -------------------------------------- | --------------------------------- | --------- | ---------- | --- | ------------- |
| Stad Cuzco                              | Kathedraal van Cuzco                          | Cuzco 13° 31′ ZB, 71° 58′ WL           | Cultureel: iii, iv #273           | 142       | 1983       | Cuzco maakte een bloeiperiode door in de 15e eeuw onder koning Pachacutec waarbij de stad het bestuurlijke en culturele centrum werd van een uitgestrekt Incarijk. De Spanjaarden veroverden de stad in de 16e eeuw en verwoestten veel Inca-gebouwen, tempels en paleizen. Ze gebruikten de overgebleven muren als basis voor de bouw van een nieuwe stad in Spaanse koloniale stijl. | [ 5 ]         |
| Historisch heiligdom Machu Picchu       | Machu Picchu                                  | Cuzco 13° 10′ ZB, 72° 33′ WL           | Gemengd: i, iii, vii, ix; #274    | 38.160    | 1983       | Machu Picchu is een Incastad gebouwd op een steile berg in een tropisch bergwoud op een hoogte van 2430 m. De stad, met zijn terrassen en imposante muren en gebouwen, wordt beschouwd als een bouwkundig meesterwerk van de Incabeschaving. Het bevindt zich in de oostelijke uitlopers van de Andes, in een tropisch bosgebied met een grote diversiteit aan flora en fauna. | [ 6 ]         |
| Chavín (archeologische site)            | Chavín de Huántar                             | Ancash 9° 35′ ZB, 77° 10′ WL           | Cultureel: iii; #330              | 14        | 1985       | Chavín de Huantar vormde het centrum van de Chavíncultuur, die zich tussen 1500 en 300 v. Chr. ontwikkelde in het hoogland van de Andes. De site bestaat uit een complex van uit rots gehouwen terrassen en pleinen, omgeven door stenen bouwwerken. Er wordt aangenomen dat de Chavín in de eerste plaats een op religie gebaseerde samenleving vormden waarvan de invloed het gevolg was van hun cultuur, en niet zozeer van militaire expansie. | [ 7 ]         |
| Nationaal park Huascarán                | De Taulliraju in het Nationaal park Huascarán | Ancash 9° 20′ ZB, 77° 24′ WL           | Natuurlijk: vii, viii; #333       | 340.000   | 1985       | Nationaal park Huascarán ligt in de Cordillera Blanca, een tropisch berggebied met een groot aantal gletsjers, gletsjermeren, beken en kloven. Het park bezit een grote biodiversiteit en herbergt soorten als de brilbeer, poema, condor, vicuña en guanaco. De hoogste berg van het land, de Nevado Huascarán (6768 m), ligt in het park. | [ 8 ]         |
| Archeologische Zone Chan Chan †         | Chan Chan                                     | La Libertad 8° 5′ ZB, 79° 4′ WL        | Cultureel: i, iii; #366           | 1414      | 1986       | De precolombiaanse stad Chan Chan was de hoofdstad van het Chimúrijk dat vanaf de 10e eeuw langs de droge noordkust van Peru tot ontwikkeling kwam. Chan Chan is de grootste uit adobe gebouwde stad op het Amerikaanse continent en is onderverdeeld in negen ommuurde eenheden die de toenmalige politieke en sociale scheidslijnen weerspiegelden. Het erfgoed wordt bedreigd door winderosie, regen en overstromingen als gevolg van het veranderende weerpatroon. | [ 9 ]         |
| Nationaal park Manú                     | Nationaal park Manú                           | La Libertad 12° 15′ ZB, 71° 45′ WL     | Natuurlijk: ix, x; #402           | 1.716.295 | 1987       | Het nationaal park omvat verschillende biomen, variërend van tropisch regenwoud op een hoogte van 150 meter tot berggraslanden en -struwelen op een hoogte van 4200 meter. Manú herbergt meer dan 15.000 plantensoorten, 1000 vogelsoorten en 160 soorten zoogdieren, waaronder de jaguar, reuzenotter en het reuzengordeldier. | [ 10 ] [ 11 ] |
| Historisch centrum van Lima             | Plaza de Armas, Lima                          | Lima 12° 3′ ZB, 77° 2′ WL              | Cultureel: iv #500                | 259       | 1988, 1991 | De stad Lima werd gesticht door Francisco Pizarro in 1535. Tot het midden van de 18e eeuw was het een van de belangrijkste steden in Spaans Zuid-Amerika. De architectuur en decoraties vormen een combinatie van de stijl van de lokale bevolking en die van Europa, zoals te zien is in het klooster van San Francisco. Ook werden kerken, ziekenhuizen, scholen en universiteiten gebouwd die grotendeels behouden zijn gebleven in het historisch centrum van Lima. | [ 12 ]        |
| Nationaal park Río Abiseo               | Cataratas del Breo                            | San Martín 7° 45′ ZB, 77° 15′ WL       | Gemengd: iii, vii, ix, x; #548    | 272.407   | 1990, 1992 | Het nationaal park omvat verschillende biomen op hoogtes variërend van 350 tot 4200 meter, waaronder tropische regenwouden en nevelbossen, waar een groot aantal bedreigde en endemische soorten leven, zoals de geelstaartwolaap. Het park omvat ook meer dan dertig precolombiaanse archeologische sites, waaronder Gran Pajatén. | [ 13 ]        |
| Lijnen en geogliefen van Nazca en Palpa | Nazca-aap                                     | Ica 14° 43′ ZB, 75° 8′ WL              | Cultureel: i, iii, iv #700        | 75.358    | 1994       | Deze geogliefen in de Nazcawoestijn zijn vermoedelijk tussen 400 en 650 n. Chr. gemaakt door de Nazca-indianen, die tientallen grootschalige figuren (met een lengte van 25 tot 275 meter) van dieren en honderden geometrische vormen op het woestijnoppervlak hebben getrokken. Over de betekenis en functie van deze figuren bestaat geen eenduidige verklaring. | [ 14 ] [ 15 ] |
| Historisch centrum van de stad Arequipa | Kathedraal of Arequipa                        | Arequipa 16° 23′ ZB, 71° 31′ WL        | Cultureel: i, iv #1016            | 166       | 2000       | Arequipa is een stad die in 1540 door de Spaanse veroveraars werd gesticht. De stad werd op een hoogte van 2335 m gebouwd en wordt omringd door enkele vulkanen. Het historische centrum van Arequipa integreert Europese en inheemse bouwtechnieken in een combinatie van invloeden die onder meer herkenbaar is in de robuuste muren, bogen en gewelven, de binnenplaatsen en open ruimtes en de complexe barokke decoratie van de gevels. | [ 16 ]        |
| Heilige stad Caral-Supe                 | Caral                                         | Lima 10° 53′ ZB, 77° 31′ WL            | Cultureel: ii, iii, iv #1269      | 626       | 2009       | Caral is een archeologische vindplaats van de Norte Chico-beschaving die het gebied bewoonde tijdens de laat-archaïsche periode (8500-3000 v. Chr.). De stad is een van de 18 complexe stedelijke nederzettingen in de regio en bezit een groot aantal monumenten en piramides. Caral telde meer dan 3000 inwoners en is, voor zover bekend, een van de eerste stedelijke nederzettingen op het Amerikaanse continent. | [ 17 ]        |
| Qhapac Ñan, wegennetwerk van de Andes * | Inca-wegennetwerk                             | Diverse regio's 18° 15′ ZB, 69° 35′ WL | Cultureel: ii, iii, iv, vi; #1459 | 11.406    | 2014       | Dit werelderfgoed omvat een uitgestrekt wegennetwerk dat door de Inca's werd gebouwd, deels op basis van bestaande pre-Inca-infrastructuur. Dit wegennetwerk voert langs 's werelds meest extreme geografische terreinen, variërend van met sneeuw bedekte Andesbergen tot tropische regenwouden, vruchtbare valleien en woestijnen. Het Qhapac Ñan Andes-wegenstelsel omvat 273 componentlocaties verspreid over meer dan 6000 km in zes verschillende landen (Argentinië, Bolivia, Chili, Colombia, Ecuador en Peru) die werden geselecteerd om de sociale, politieke, bouwkundige en technische prestaties van het wegennetwerk uit te lichten, samen met de bijbehorende infrastructuur voor handel, logis en opslag, evenals sites van religieuze betekenis. | [ 18 ]        |

## Voorlopige nominatielijst
Behalve erfgoed dat is ingeschreven op de werelderfgoedlijst, kunnen lidstaten een voorlopige lijst opstellen met erfgoed waarvan nominatie wordt overwogen. Nominaties voor de werelderfgoedlijst worden alleen in aanmerking genomen als deze eerst zijn vermeld in deze voorlopige lijst. In augustus 2019 waren 24 objecten opgenomen in de voorlopige nominatielijst van Peru.
| Naam                                                                        | Afbeelding                                       | Locatie (regio)                                                                   | UNESCO-data                             | Opp. (ha) | Jaar | Beschrijving | Bron   |
| --------------------------------------------------------------------------- | ------------------------------------------------ | --------------------------------------------------------------------------------- | --------------------------------------- | --------- | ---- | --- | ------ |
| Historisch centrum van de stad Trujillo                                     | Vrijheidsmonument, Trujillo                      | La Libertad 8° 6′ ZB, 79° 2′ WL                                                   | Cultureel. # 510                        | —         | 1996 | | [ 21 ] |
| Historisch centrum van Cajamarca                                            | Kathedraal van Cajamarca                         | Cajamarca 7° 9′ ZB, 78° 30′ WL                                                    | Cultureel: ii, iv; # 1646               | —         | 2002 | Cajamarca is het product van de ontmoeting tussen de cultuur van Andesvolken en die van Spanje. Het stadscentrum, met haar uit vulkanische steen en adobe opgetrokken huizen, kerken en bestuurlijke gebouwen, vormt een unieke getuigenis van de architectonische en stedebouwkundige ontwikkelingen van de 16e tot de 19e eeuw. | [ 22 ] |
| Titicacameer                                                                | Titicacameer                                     | Puno 14° 7′ ZB, 68° 2′ WL                                                         | Gemengd: ii, iii, v, vi, vii, x; # 5080 | —         | 2005 | | [ 23 ] |
| Astronomisch complex Chankillo                                              | Chanquillo                                       | Huancavelica 9° 33′ ZB, 78° 14′ WL                                                | Cultureel: i, iii, iv; # 5792           | —         | 2013 | | [ 24 ] |
| Mijnbouwcomplex Santa Bárbara                                               | Huancavelica                                     | Huancavelica 12° 47′ ZB, 74° 58′ WL                                               | Cultureel: ii, iv; # 6263               | —         | 2017 | | [ 25 ] |
| Rurale tempels van Cuzco                                                    | Iglesia de San Pedro Apostol de Andahuaylillas.  | Cuzco 13° 40′ ZB, 71° 40′ WL                                                      | Cultureel: ii, iv; # 6406               | —         | 2019 | | [ 26 ] |
| Aquaducten van Nazca                                                        | Aquaducten van Nazca.                            | Ica 14° 49′ ZB, 74° 56′ WL                                                        | Cultureel: iii, iv; # 6407              | —         | 2019 | | [ 27 ] |
| Archeologisch complex van Toro Muerto                                       | Marcahuamachuco                                  | Arequipa 16° 13′ ZB, 72° 30′ WL                                                   | Cultureel: iii; # 6408                  | —         | 2019 | | [ 28 ] |
| Archeologisch complex van Marcahuamachuco                                   | Marcahuamachuco                                  | La Libertad 7° 47′ ZB, 78° 4′ WL                                                  | Cultureel: iii; # 6409                  | —         | 2019 | | [ 29 ] |
| Baroktempels van Collao                                                     | Kathedraal van Franciscus van Assisi in Ayaviri. | Puno                                                                              | Cultureel: ii, iv; # 6410               | —         | 2019 | | [ 30 ] |
| Chachapoyas sites van de Utcubamba-vallei                                   | Kuélap                                           | Amazonas 6° 25′ ZB, 77° 55′ WL 6° 32′ ZB, 77° 51′ WL                              | Cultureel: iii, iv; # 6411              | —         | 2019 | | [ 31 ] |
| Zoutmijnen van Maras                                                        | Maras                                            | Cuzco 13° 18′ ZB, 72° 9′ WL                                                       | Cultureel: iii, v; # 6412               | —         | 2019 | | [ 32 ] |
| Slagveld van Ayacucho                                                       | Slagveld van Ayacucho                            | Ayacucho 13° 2′ ZB, 74° 7′ WL                                                     | Cultureel: ii, iv; # 6413               | —         | 2019 | | [ 33 ] |
| Wijnhuizen en Wijngaarden voor traditionele pisco-productie                 |                                                  | Lima, Ica, Arequipa, Moquegua, Tacna                                              | Cultureel: ii, iv; # 6414               | —         | 2019 | | [ 34 ] |
| Las Huaringas-lagunes                                                       |                                                  | Piura 5° 0′ ZB, 79° 27′ WL                                                        | Cultureel: v, vi; # 6415                | —         | 2019 | | [ 35 ] |
| Centrale Spoorlijn van Peru                                                 | Centrale Spoorlijn van Peru.                     | Junín, Lima 12° 2′ ZB, 77° 1′ WL                                                  | Cultureel: ii, iv; # 6416               | —         | 2019 | | [ 36 ] |
| Cultuurlandschap van de Sondondo-vallei                                     |                                                  | Ayacucho 14° 19′ ZB, 74° 9′ WL                                                    | Cultureel: iii, iv, vi; # 6417          | —         | 2019 | | [ 37 ] |
| Paleontologische vindplaatsen van de Pisco- en Camanábekkens                |                                                  | Ica en Arequipa 14° 31′ ZB, 75° 40′ WL                                            | Natuurlijk: viii; # 6418                | —         | 2019 | | [ 38 ] |
| Ceremoniële centra en bossen in de La Leche-vallei                          | Slagveld van Ayacucho                            | Lambayeque 6° 30′ ZB, 79° 51′ WL 6° 28′ ZB, 79° 46′ WL                            | Gemengd: iv, vi, x; # 6419              | —         | 2019 | | [ 39 ] |
| Nationaal park Sierra del Divisor                                           |                                                  | Ucayali, Loreto 7° 16′ ZB, 74° 4′ WL                                              | Natuurlijk: vii, x; # 6420              | —         | 2019 | | [ 40 ] |
| Nationaal monument Huayllay                                                 | Huayllay                                         | Pasco 10° 57′ ZB, 76° 20′ WL                                                      | Natuurlijk: vii, viii; # 6421           | —         | 2019 | | [ 41 ] |
| Nationaal reservatensysteem van Guano-eilanden en -kapen van Peru (RNSIIPG) | Ballestaseilanden                                | Ica 13° 44′ ZB, 76° 23′ WL 13° 38′ ZB, 76° 24′ WL                                 | Natuurlijk: x; # 6422                   | —         | 2019 | | [ 42 ] |
| Landschapsreservaat sub-bekken van de Cotahuasi                             | Judío Pampa                                      | Arequipa 15° 5′ ZB, 72° 55′ WL                                                    | Natuurlijk: vii, viii; # 6423           | —         | 2019 | | [ 43 ] |
| Lomassysteem van de Peruaanse kust                                          | Lomas de Lachay                                  | Lima, Arequipa 12° 7′ ZB, 77° 9′ WL 11° 21′ ZB, 77° 22′ WL 15° 45′ ZB, 74° 21′ WL | Natuurlijk: ix; # 6424                  | —         | 2019 | | [ 44 ] |

## Verantwoording
Stad Cuzco ·
Historisch heiligdom van Machu Picchu ·
Archeologisch Chavin ·
Nationaal park Huascarán ·
Archeologische zone Chan Chan ·
Nationaal park Manú ·
Historisch centrum van Lima ·
Nationaal park Rio Abiseo ·
Lijnen en geogliefen van Nazca en Palpa ·
Historisch centrum van de stad Arequipa ·
Heilige stad Caral-Supe ·
Qhapac Ñan, wegennetwerk van de Andes ·
Archeoastronomisch complex Chankillo